# Hwang Jung-eum
Hwang Jung-eum (sinh ngày 25 tháng 12 năm 1984) là một nữ diễn viên, người mẫu kiêm ca sĩ người Hàn Quốc. Cô được biết đến với các danh hiệu "Nữ hoàng nước mắt" hay "Nữ hoàng romcom" vì thường thể hiện những vai diễn hài hước và mang nhiều chiều sâu tâm lý. Sau khi trở thành hiện tượng qua phim truyền hình Gia đình là số một 2 năm 2009, cô tiếp tục khẳng định tên tuổi qua nhiều bộ phim đình đám khác như Cuộc đời lớn (2010), Tìm lại chính mình (2015) và Cô nàng xinh đẹp (2015).

## Sự nghiệp

### 2002-2008: Bắt đầu sự nghiệp
Hwang Jung-eum xuất hiện lần đầu tiên vào năm 2002 với vai trò là thành viên của nhóm nhạc nữ Sugar, đảm nhiệm vị trí hát dẫn. Tuy nhiên sau đó, vào năm 2004, cô rời nhóm và bắt đầu sự nghiệp hát solo.

### Năm 2009-2014: Ngày càng nổi tiếng

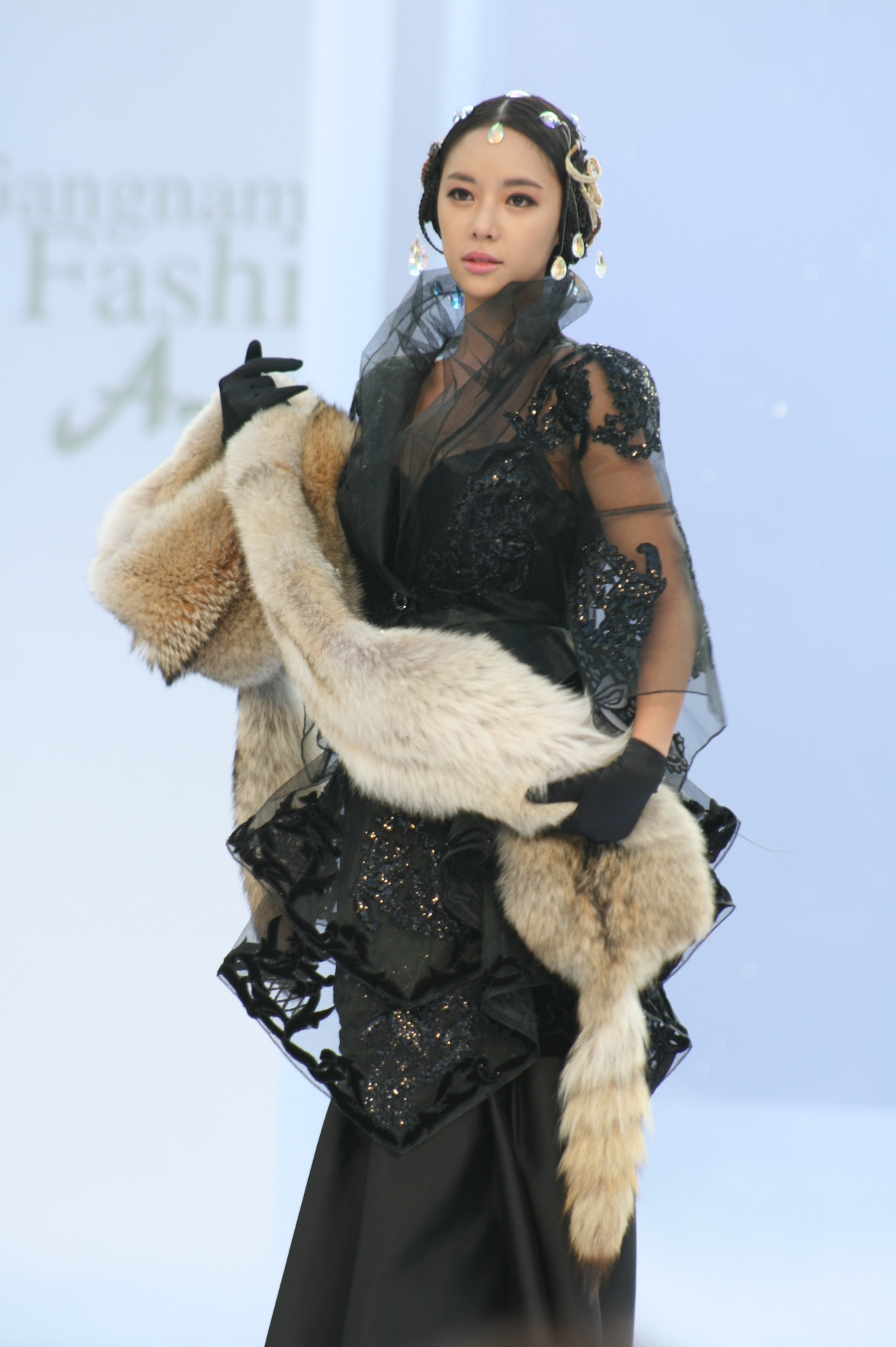
Hwang Jung-eum năm 2009

Năm 2009, cô và bạn trai Kim Yong-joon (thành viên nhóm nhạc nam SG Wannabe) cùng tham gia trong chương trình "We Got Married (mùa 2)" của đài MBC. Sau đó, cô trở nên nổi tiếng khi tham gia bộ phim sitcom "Gia đình là số một (phần 2)". Sự trở lại của cô trong "Gia đình là số một" đã đem đến cho cô vô số hợp đồng quảng cáo. Khi được phỏng vấn, cô đã kể rằng, trước khi đóng phim, trong tài khoản ngân hàng của cô chỉ có vỏn vẹn 487 won (tương đương 9,500vnđ); nhưng sau khi đóng máy, số tiền của cô lúc này đã là 1.2 tỷ won. Năm 2011, cô được xếp thứ 18 trong Top 40 Nghệ sĩ Hàn Quốc do tạp chí Forbes bình chọn, thứ 7 trong danh sách các thần tượng K-pop giàu nhất của Mnet's Idol Chart Show, và thuộc Top 7 Nữ ngôi sao quảng cáo ở Hàn Quốc do tạp chí Ilgan Sports bình chọn.
Tháng 2 năm 2010, cô cùng với Kim Shin-young, Oh Sang-jin và Shin Bong-sun đã tham gia dẫn chương trình cho cuộc thi Star Dance Battle do MBC tổ chức. Đến tháng 12 cùng năm, Jung-eum trở thành MC cho chương trình SBS Gayo Daejeon bên cạnh Heechul của Super Junior, Jung Yong-hwa của CNBLUE và Jo Kwon của 2AM.
Bên cạnh đó, Hwang Jung-eum cũng bắt đầu đảm nhận vai chính trong một loạt phim truyền hình, như "Cuộc đời lớn" (2010), "Can You Hear My Heart" (2011), "Golden Time" (2012). Năm 2013, cô đản nhận vai chính trong bộ phim hình sự-hài "Ma lực đồng tiền" và "Secret". Năm 2014, cô tham gia vào bộ phim truyền hình "Tình yêu còn mãi" lấy bối cảnh những năm 80 của thế kỷ 20.

### 2015–nay: Tiếp tục thành công
Năm 2015, cô tái hợp với bạn diễn ăn ý trong Secret là Ji Sung trong bộ phim hài tình cảm "Kill Me, Heal Me". sau Kill Me, Heal Me, cô tham gia She Was Pretty, bộ phim đã gây sốt vào cuối 2015 và đạt giải bộ phim của năm trong giải thưởng "soompi awards 2015". năm 2015 đánh dấu một sự nghiệp thành công rực rỡ của hwang jung eum.
Ngoài ra, Jung-eum còn lần đầu tiên tham gia đóng vai chính trong bộ phim điện ảnh hài-lãng mạn "A Pig-like Woman".

## Các hoạt động khác
Không chỉ nổi tiếng với vai trò là diễn viên và ngôi sao quảng cáo, Hwang Jung-eum còn từng được vinh danh là Đại sứ thiện chí cho nhiều chương trình và sự kiện, như Liên hoan Phim Viễn tưởng Quốc tế Puchon và Angel (1004) Day năm 2010, Quỹ Hỗ trợ Y tế Hàn Quốc năm 2011, AD Stars (Liên hoan Quảng cáo Quốc tế Busan) năm 2012, International relief NGO Good Neighbors năm 2013 và Chiến dịch Seoul chống lại các vấn đề xã hội năm 2014.

## Đời tư
Hwang Jung-eum và Kim Yong-joon (thành viên ban nhạc nam SG Wannabe) công khai mối quan hệ vào tháng 1 năm 2008. Hai người gặp mặt lần đầu vào năm 2005, khi Jung-eum tham gia MV "My Heart's Treasure Box" của nhóm. Tuy nhiên, ngày 15 tháng 5 năm 2015, tờ Yonhap của Hàn Quốc đã đưa tin về sự rạn vỡ trong mối quan hệ giữa hai người sau khi Jung-eum tham gia bộ phim "Kill Me, Heal Me". Cô nàng cũng đã chính thức lên tiếng thừa nhận trong chương trình Entertainment Relay của đài KBS2..
Hwang Jung-eum kết hôn với doanh nhân/golfer chuyên nghiệp Lee Young-don (b.1982) ngày 26/02/2016 sau khoảng 1 năm hẹn hò. Cặp đôi đón con trai đầu lòng ngày 15/08/2017.
Ngày 22 tháng 2 năm 2024, công ty quản lý của Hwang Jung-eum biết nữ diễn viên đệ đơn ly hôn Lee Young-don sau nhiều cân nhắc.
Vào ngày 22 tháng 7 năm 2024, công ty quản lý của cô xác nhận rằng cô đang hẹn hò với cầu thủ bóng rổ Kim Jong-kyu, nhưng đến ngày 5 tháng 8 năm 2024, hai tuần sau khi công khai xác nhận mối quan hệ của họ, công ty quản lý đã xác nhận trong một tuyên bố ngắn rằng hai người đã chia tay.

## Danh sách phim

### Phim truyền hình
| Năm  | Tên phim                        | Vai diễn                                   | Đài          |
| ---- | ------------------------------- | ------------------------------------------ | ------------ |
| 2005 | Công chúa Lulu                  | Mi-so                                      | SBS          |
| 2005 | Banjun Drama "Love Virus"       |                                            | SBS          |
| 2005 | Banjun Drama "Memories of Love" |                                            | SBS          |
| 2007 | The Person I Love               | Lee Jung-min                               | SBS          |
| 2007 | Winter Bird                     | Jin-ah                                     | MBC          |
| 2008 | Yêu lần cuối                    | Sa Ruby                                    | MBC          |
| 2008 | Little Mom Scandal - Phần 1     | Na Hye-jung                                | CGV          |
| 2008 | Little Mom Scandal - Phần 2     | Na Hye-jung                                | CGV          |
| 2008 | Phía đông vườn địa đàng         | Kim So-jung                                | MBC          |
| 2009 | Hai người vợ                    | Bạn hẹn của Song Ji-ho (khách mời)         | SBS          |
| 2009 | Gia đình là số một (phần 2)     | Hwang Jung-eum                             | MBC          |
| 2010 | Cuộc đời lớn                    | Lee Mi-joo/Cha Soo-jung                    | SBS          |
| 2011 | Can You Hear My Heart           | Bong Woo-ri                                | MBC          |
| 2011 | Gia đình là số một (phần 3)     | Hwang Jung-eum (khách mời, tập 106)        | MBC          |
| 2012 | Golden Time                     | Kang Jae-in                                | MBC          |
| 2012 | Ngôi nhà hạnh phúc (phần 2)     | Jang Man-ok/Michelle Jang                  | TBS/SBS Plus |
| 2013 | Ma lực đồng tiền                | Bok Jae-in                                 | SBS          |
| 2013 | Ngôi sao khoai tây 2013QR3      | Thư ký của Noh Soo-dong (khách mời, tập 1) | tvN          |
| 2013 | Secret                          | Kang Yoo-jung                              | KBS2         |
| 2014 | Tình yêu còn mãi                | Seo In-ae                                  | SBS          |
| 2015 | Tìm lại chính mình              | Oh Ri-jin                                  | MBC          |
| 2015 | Cô nàng xinh đẹp                | Kim Hye Jin                                | MBC          |
| 2016 | Lucky Romance                   | Sim Bo-Nui                                 | MBC          |
| 2018 | The Undateables                 | Jung-Eum                                   | SBS          |
| 2020 | Quán Rượu Di Động Bí Ẩn         | Weol Ju                                    | JTBC         |
| 2023 | 7 Escape: War for survival      | Geum Ra-hee                                | SBS          |

### Phim điện ảnh
| Năm  | Tên phim                            | Vai diễn     | Ghi chú    |
| ---- | ----------------------------------- | ------------ | ---------- |
| 2009 | The Relation of Face, Mind and Love | Eun-bin      | Telecinema |
| 2009 | Wish                                | Joo-hee      |            |
| 2010 | Death Bell 2: Bloody Camp           | Park Eun-soo |            |
|      | A Pig-like Woman                    | Jae-hwa      |            |

### Chương trình thực tế
| Năm  | Tên chương trình                              | Đài         | Ghi chú                             |
| ---- | --------------------------------------------- | ----------- | ----------------------------------- |
| 2004 | Love Letter                                   | SBS         | Khách mời                           |
| 2007 | Happy Together (mùa 3)                        | KBS2        | Khách mời; tập 133, 158, 317        |
| 2009 | We Got Married (mùa 2)                        | MBC         | cùng với Kim Yong-joon (SG Wannabe) |
| 2010 | It City: Fukuoka Together with Hwang Jung-eum | O'live      | MC                                  |
| 2010 | Running Man                                   | SBS         | Khách mời, tập 1                    |
| 2010 | Strong Heart                                  | SBS         | Khách mời, tập 25-26                |
| 2010 | Come to Play                                  | MBC         | Khách mời, tập 299                  |
| 2010 | Haha-Mong Show                                | SBS         | Khách mời, tập 6                    |
| 2010 | Ultra Fashion with Hwang Jung-eum             | MBC Every 1 | MC                                  |

## Video âm nhạc
| Năm  | Ca khúc                        | Nghệ sĩ       | Bạn diễn                      |
| ---- | ------------------------------ | ------------- | ----------------------------- |
| 2005 | "My Heart's Treasure Box"      | SG Wannabe    | Chun Jung-myung, Bong Tae-gyu |
| 2005 | "A Dreamy Conversation"        | SG Wannabe    | Chun Jung-myung, Bong Tae-gyu |
| 2006 | "Craze"                        | SG Wannabe    | Han Eun-jung                  |
| 2007 | "I Can't Help Liking You"      | Black Pearl   | Jung Woo                      |
| 2007 | "Finally... It's You"          | Black Pearl   | Jung Woo                      |
| 2008 | "Shoes"                        | SeeYa         | Choi Jung-won                 |
| 2008 | "Crazy Love Song"              | SeeYa         | Choi Jung-won                 |
| 2009 | "It's a Lie"                   | Ok Joo-hyun   | Kim Yong-joon                 |
| 2009 | "Did You Really Hate My Love?" | Ok Joo-hyun   | Kim Yong-joon                 |
| 2009 | "Sunflower"                    | Kim Jong-wook |                               |

## Đĩa hát

### Đĩa đơn
| Ngày phát hành      | Tựa đề        | Nghệ sĩ                  | Ghi chú                         |
| ------------------- | ------------- | ------------------------ | ------------------------------- |
| 22 tháng 9 năm 2009 | "N-Time"      | Hwang Jung-eum ft. T-ara |                                 |
| 11 tháng 6 năm 2011 | "Good Person" | Hwang Jung-eum           | Nhạc phim Can You Hear My Heart |

### Cộng tác
| Ngày phát hành      | Tựa đề   | Nghệ sĩ                                        | Ghi chú                      |
| ------------------- | -------- | ---------------------------------------------- | ---------------------------- |
| 26 tháng 9 năm 2008 | "Going"  | SeeYa ft. Kim Yong-joon, Hwang Jung-eum, Mario | trong album Brilliant Change |
| 12 tháng 6 năm 2009 | "Couple" | Kim Yong-joon ft. Hwang Jung-eum               | trong We Got Married         |

## Giải thưởng và đề cử
| Năm  | Giải thưởng                                            | Hạng mục                                                       | Phim                            | Kết quả   |
| ---- | ------------------------------------------------------ | -------------------------------------------------------------- | ------------------------------- | --------- |
| 2009 | Mnet 20's Choice Awards lần thứ 3                      | Hot Couple với Kim Yong-joon (SG Wannabe)                      | We Got Married (mùa 2)          | Đoạt giải |
| 2009 | MBC Entertainment Awards                               | Nữ nghệ sĩ chương trình thực tế mới xuất sắc nhất              | We Got Married (mùa 2)          | Đoạt giải |
| 2009 | MBC Entertainment Awards                               | Nữ nghệ sĩ phim hài xuất sắc nhất                              | Gia đình là số một (phần 2)     | Đoạt giải |
| 2010 | Giải thưởng Nghệ thuật Baeksang lần thứ 46             | Nữ diễn viên truyền hình mới xuất sắc nhất                     | Gia đình là số một (phần 2)     | Đoạt giải |
| 2010 | Giải thưởng Truyền hình Hàn Quốc lần thứ 3             | Most Popular Actress                                           | Gia đình là số một (phần 2)     | Đoạt giải |
| 2010 | Liên hoan Nghệ thuật Thị giác Hàn Quốc lần thứ 11      | Giải thưởng Ăn ảnh, hạng mục Nữ diễn viên truyền hình          | Gia đình là số một (phần 2)     | Đoạt giải |
| 2010 | Giải thưởng Barbie & Ken lần thứ 1                     | Barbie Hàn Quốc                                                | —                               | Đoạt giải |
| 2010 | Giải thưởng Thiên nga mặc đẹp nhất Hàn Quốc lần thứ 26 | Nữ diễn viên truyền hình mặc đẹp nhất                          | —                               | Đoạt giải |
| 2010 | Giải thưởng Grimae lần thứ 23                          | Nữ diễn viên xuất sắc nhất                                     | Cuộc đời lớn                    | Đoạt giải |
| 2010 | Giải thưởng Truyền hình SBS                            | Nữ diễn viên phụ xuất sắc nhất thể loại Special Planning Drama | Cuộc đời lớn                    | Đề cử     |
| 2010 | Giải thưởng Truyền hình SBS                            | Giải thưởng Ngôi sao mới                                       | Cuộc đời lớn                    | Đoạt giải |
| 2010 | Giải thưởng Truyền hình SBS                            | Giải thưởng Cặp đôi đẹp nhất với Joo Sang-wook                 | Cuộc đời lớn                    | Đoạt giải |
| 2011 | Giải thưởng Truyền hình MBC                            | Nữ diễn viên xuất sắc nhất thể loại Miniseries                 | Can You Hear My Heart           | Đoạt giải |
| 2012 | Giải thưởng Truyền hình MBC                            | Nữ diễn viên xuất sắc nhất thể loại Miniseries                 | Golden Time                     | Đề cử     |
| 2013 | Giải thưởng Truyền hình SBS                            | Nữ diễn viên xuất sắc nhất thể loại Drama Special              | Ma lực đồng tiền                | Đề cử     |
| 2013 | Giải thưởng Truyền hình KBS                            | Nữ diễn viên xuất sắc nhất                                     | Secret                          | Đoạt giải |
| 2013 | Giải thưởng Truyền hình KBS                            | Giải thưởng Nữ diễn viên được yêu thích do Netizens bình chọn  | Secret                          | Đoạt giải |
| 2013 | Giải thưởng Truyền hình KBS                            | Giải thưởng Cặp đôi đẹp nhất với Ji Sung                       | Secret                          | Đoạt giải |
| 2014 | Giải thưởng Truyền hình Hàn Quốc lần thứ 7             | Nữ diễn viên xuất sắc nhất                                     | Secret, Tình yêu còn mãi        | Đề cử     |
| 2014 | Giải thưởng Truyền hình SBS                            | Nữ diễn viên xuất sắc nhất thể loại Phim truyền hình dài tập   | Tình yêu còn mãi                | Đoạt giải |
| 2014 | Giải thưởng Truyền hình SBS                            | Top 10 Stars                                                   | Tình yêu còn mãi                | Đoạt giải |
| 2015 | Giải thưởng phim truyền hình Hàn Quốc lần thứ 8        | Nữ diễn viên xuất sắc nhất                                     | Kill me, heal me                | Đoạt giải |
| 2015 | Giải thưởng truyền hình MBC                            | Giải thưởng PD do 3 đài bình chọn                              | Kill me, heal me                | Đoạt giải |
| 2015 | Giải thưởng truyền hình MBC                            | Top 10 starts                                                  | Kill me, heal me                | Đoạt giải |
| 2015 | Giải thưởng truyền hình MBC                            | Nữ diễn viên xuất sắc nhất Miniseries                          | Kill me, heal me                | Đoạt giải |
| 2015 | Giải thưởng truyền hình MBC                            | Daesang                                                        | Kill me heal me, She was pretty | Đề cử     |
| 2015 | 8 Drama awards Hàn Quốc                                | Top nữ diễn viên xuất sắc                                      | Kill me, heal me                | Đề cử     |
| 2015 | Giải thưởng phim truyền hình quốc tế Seoul lần thứ 10  | Nữ diễn viên hàn quốc nổi bật                                  | Kill me, heal me                | Đoạt giải |
| 2015 | Giải thưởng Soompi                                     | Nụ hôn đẹp nhất với Park Seo-Joon                              | She was pretty                  | Đoạt giải |
| 2015 | Giải thưởng Soompi                                     | Bộ phim của năm                                                | She was pretty                  | Đoạt giải |
| 2015 | Giải thưởng Soompi                                     | Nữ diễn viên của năm                                           | Kill me heal me, She was pretty | Đề cử     |